# Montante Hollandaise
Die Montante Hollandaise, Annulation Hollandaise oder kurz Hollandaise ist eine populäre Form des Martingalespiels, welche von vielen Spielern beim Setzen auf die einfachen Chancen beim Roulette angewendet wird.
Der Spieler beginnt seinen Angriff auf die Spielbank mit einem Einsatz von einer Einheit (Stück) und setzt so lange immer nur eine Einheit, wie er gewinnt.
Sobald der Spieler das erste Mal verliert, notiert er eine 1. Diese Eins ist der Beginn der Zahlenfolge, die die Höhe der folgenden Einsätze bestimmt; hierbei gelten nachstehende Regeln:
- Hat der Spieler den letzten Coup verloren, so hängt er die Anzahl der zuletzt gesetzten Einheiten am rechten Ende der Folge an.
- Hat der Spieler den letzten Coup gewonnen, so streicht er die Zahl am linken Ende der Folge durch.
- Im nächsten Coup setzt der Spieler um eine Einheit mehr als die erste noch nicht durchgestrichene Zahl beträgt.

Die Satztechnik der Hollandaise nach einem Verlust sei anhand eines Beispiels (drei Verluste, zwei Gewinne, ein Verlust, zwei Gewinne) erklärt:
Beispiel
1. Coup: Einsatz 1 Stück, verloren; Notiz: 1
2. Coup: Einsatz 2 Stück, verloren; Notiz: 1 – 2
3. Coup: Einsatz 2 Stück, verloren; Notiz: 1 – 2 – 2
4. Coup: Einsatz 2 Stück, gewonnen; Notiz: (1) – 2 – 2
5. Coup: Einsatz 3 Stück, gewonnen; Notiz: (1) – (2) – 2
6. Coup: Einsatz 3 Stück, verloren; Notiz: (1) – (2) – 2 – 3
7. Coup: Einsatz 3 Stück, gewonnen; Notiz: (1) – (2) – (2) – 3
8. Coup: Einsatz 4 Stück, gewonnen; Notiz: (1) – (2) – (2) – (3)
Wenn es einem Spieler gelingt, alle Zahlen abzustreichen, so hat er jeden vorangegangenen Verlust durch einen um eine Einheit höheren Gewinn abgedeckt und somit eine halbe Einheit pro Coup gewonnen, im obigen Beispiel daher vier Einheiten.
Die Hollandaise ist so wie die Montante Américaine ein Beispiel einer Abstreichprogression (Stellentilgungssystem, Annulation): Durch jeden Gewinn wird ein vorangegangener Verlust getilgt und auf der Liste gestrichen.
Dieses System baut so wie die Progression d’Alembert auf dem Gesetz des Ausgleichs (Equilibre) auf: Unter der Voraussetzung, dass sich langfristig die Zahl der Gewinne und Verluste ausgleicht, so führt dieses System zum Gewinn. Nur ist diese Voraussetzung eben falsch – und so führt dieses System aus genau denselben Gründen (siehe Progression d’Alembert) à la longue mit Sicherheit zum Verlust.